# Хун Сюцюань
Хун Сюцюань (洪秀全, *1 січня 1814 — †1 червня 1864) — очільник селянського руху тайпінів в Китаї.

## Життєпис
Народився 1 січня 1814 року у с. Фуюаньшуй повіту Хуасянь провінції Гуандун. Походив із селянської родини «хакка» (ке цзя) — прибулих переселенців. Був вчителем і чотири рази — у 1830, 1836, 1837, 1843 роках — зазнавав поразки за спроб скласти іспити на нижчий науковий ступінь сюцай, яка відкривала шлях до посадовницької кар'єри. Під час однієї з поїздок на іспит в столицю провінції, портове місто Гуанчжоу (Кантон), він познайомився з християнськими місіонерами, які переконали його перейти до християнства, а після пов'язаного з хворобою візіонерського досвіду став себе іменувати братом Ісуса Христа. У 1843 році він заснував ідейно спрямоване проти офіційного конфуціанства, даосизму і буддизму Товариство поклоніння Богові (байшанді-хуей), в якому об'єднав своїх родичів і земляків, схилених до прийняття християнства. Одним з перших до нього примкнув його двоюрідний брат Хун Женьгань, згодом також став лідером руху тайпінів.
Наприкінці 1850 року у провінції Гуандун Товариство почало мобілізацію своїх прихильників на збройну боротьбу з панівною маньчжурською династією і створення «священних комор», тобто суспільних сховищ для їх постачання продовольством і одягом на основі зрівняльних норм. 11 січня 1851 року було публічно оголошено повстання, спрямоване на повалення імператорського дому Цін і встановлення Небесної держави великої рівноваги (тайпін тяньго), що дало назву всьому руху тайпінів. 23 березня 1851 року Хун Сюцюань проголосив себе його вождем — Небесним князем (Тянь-ван). 19 березня 1853 року повстанці захопили найбільше місто центральної частини країни, південну столицю попередньої династії Мін — Нанкін, який було оголошено центром Небесної держави та перейменовано в Небесну столицю (Тяньцзин). З цього моменту діяльність тайпінів була спрямовано на розширення власної території.
З ініціативи Хун Сюцюаня проведені важливі реформи. Усі жителі Небесної держави розбивалися на п'ятидворки на чолі з командиром. П'ять п'ятидворок, тобто 25 родин, утворювали осередок тайпінського суспільства з власною церквою. Очолював цю ланку держави лянсима — начальник, в коло обов'язків якого входило нагороджувати старанних і карати ледачих, наглядати за польовими роботами, завідувати «священною коморою», відати урахуванням врожаю та інших продуктів, видачею коштів на весілля, хрестини і похорони, виконувати функції судді та сільського пастиря, відправляти релігійні церемонії, читати проповіді, навчати дітей за текстами Старого і Нового Завіту, священних звернень та наказів Небесного князя, а також очолювати боротьбу підлеглих йому жителів з ворожими солдатами та організовувати облави на бандитів.
25 дворів становили взвод (ляп), чотири взводи — роту, п'ять рот — бригаду, п'ять бригад — дивізію, п'ять дивізій — корпус. На чолі всієї цієї військово-державної ієрархії стояв Небесний князь, що правив від імені Бога. Підпорядковувався йому головнокомандувач армією — Східний князь (Дун-ван), який очолював виконавчу владу. У Небесній державі збереглися спадкові ранги (ван, хоу та інші). Висування на чиновницькі посади 11 ступенів здійснювалося щорічно. Підвищення та зниження передбачалося проводити раз на три роки. Межею посадового пониження було розжалування в селяни, крім яких в народі за традицією виділялися службовці, ремісники та торговці. Найвищою мірою покарання була смертна кара.
Важливим позитивним нововведенням Хун Сюцюаня стало зрівняння в правах з чоловіками жінок, які дістали можливість володіти земельним наділом, складати іспити на наукові ступені й відповідно обіймати чиновницькі посади, служити в армії. При цьому заборонили проституцію, шлюби з розрахунку, купівлю-продаж наречених і бинтування ніг. Також було встановлено гласний суд і скасовані тортури.
З часом Хун Сюцюань дедалі більше відходив від справ, поринувши до власного вигаданого світу. Наприкінці травня 1864 року, коли Нанкін було оточено урядовими військами, Хун Сюцюань випустив маніфест з повідомленням про те, що збирається піднестися до раю і надіслати звідти небесне воїнство на допомогу захисникам тайпінської столиці, після чого 1 червня того ж року наклав на себе руки, вживши отрути. Наслідував йому син Хун Тіануйфу.

## Філософія
Основні релігійно-утопічні ідеї виражені в численних невеликих творах: «Повчання про звернення до витоку Шляху і пробудження світу» («Юань дао сін ши сюнь», 1845 рік), «Пісня про звернення до витоку Шляху і порятунок світу» («Юань дао цзю ши ге», 1845 рік), «Повчання про звернення до витоку Шляху та пізнання світу» («Юань дао цзюе ши сюнь», 1846), «Виправлення порочного і повернення правильного» («Гай се гуй чжен», 1846 рік). У «Повчанні про звернення до витоку Шляху і пробудженні світу» Хун Сюцюань пов'язав християнську ідею наддержавної єдності людства з давньокитайською соціально-космічною утопією «Великого єднання» (та тун).
Християнські догмати отримали у Хун Сюцюань досить своєрідну інтерпретацію, багато в чому зумовлену традиційними віруваннями та історично сформованими поняттями. Відповідно до бінарної опозиції інь-ян Бог, іменований «Верховним владикою» (шанчжу) і «Найяснішим верховним паном» (хуаншанді), наділявся дружиною. Визнаючись «єдиним коренем» (і бень) всього різноманіття людських душ, з якого всі вони виникають і в якій повертаються, він, відповідно до загальноприйнятого світогляду, трактувався як носій «первісної пневми». У Хун Сюцюаня «Небо і людина єдині в пневмі», а «небесний Шлях» (тяньчжі дао), тобто загальний закон, означає «обов'язкове звернення речей у свою протилежність по досягненні межі». У цьому кругообертання явищ, що припускає необхідну зміну граничного хаосу порядком, людина являє собою «найцінніше між небом і землею», «найодухотворене серед темряви речей», і таке місце вона займає перш за все завдяки своїй творчій діяльності.
Ідея «Великої рівноваги» як вищої стадії тріадичного розвитку суспільства, якому передують періоди «впадання в хаос» (шуайлуань) і «Підйому до рівноваги» (шенпін), припускала відтворення у суспільстві природної гармонії, зрівняльний розподіл продуктів праці та рівновагу людських інтересів. Разом з тим подібне благоденство вважалося заснованою на суворій соціальній ієрархії, що відтворює ієрархію природних і надприродних сил.
Подібні егалітаристські та утопічні погляди знайшли продовження в опублікованому Хун Сюцюанєм у 1853 році програмному документі тайпінської держави «Земельна система Небесної династії» («Тяньчао тяньму чжіду»).

## Критика
Історик Джавахарлал Неру вважав Хун Сюцюаня напівбожевільним фанатиком через терор, який він влаштував проти ідолопоклонників. За його оцінками під час повстання було убито близько 20 мільйонів людей.